# 濃野平
濃野 平（のうの たいら、 1968年9月3日 - ）は、日本の闘牛士。2009年2月現在世界で唯一の現役の日本人闘牛士であり、闘牛士となった3人目の日本人である。現在はスペイン、アンダルシア州のウエルバ県に住んでいる。
20歳の時にテレビでやっていた闘牛を偶然見たのをきっかけに、1997年の1月にスペインを訪れる。1998年には新設立された闘牛士の学校へと入学し、1999年には労働ビザを習得、その後スペインの内務省より発行されているプロの闘牛士免許を習得し同年の10月17日にはラ・メルセ闘牛場でデビューを果たした。このデビューを前に練習のために雄牛を購入したが、その牛との練習中に右肩を脱臼をして出場が致命的になった。しかし医者の忠告を受け入れずに怪我をした右腕に痛み止めを打って強行出場した。
2002年に彼は100周年記念大会の闘牛に飛び入り出場をし、演技を行った。この乱入がテレビや新聞などで取り上げられ大きな知名度を得ることになった。2009年2月現在まで25試合に出場している。